# Мадонна с веретеном
«Мадонна с веретеном» (итал. Madonna dei Fusi) — утерянная картина Леонардо да Винчи, написанная около 1501 года по заказу Флоримона Роберте, секретаря короля Франции Людовика XII. Известно, по крайней мере, три копии, из которых две относят кисти да Винчи или его школе: одна около 1501 года, как и оригинал, другая около 1510 года.

## Описание
Картина изображает юную деву Марию и младенца Христа, держащего веретено в виде распятия. Веретено считается одновременно символом домашнего очага девы Марии и креста, напоминающего будущую судьбу Христа. В классической мифологии веретено символизировало человеческую судьбу.

## Копия Бакклю
Копия 1501 года (владельцы, как водится, настаивают на том, что это оригинал), находится в Великобритании во владении герцога Бакклю. В 2003 году картина была украдена из родового замка герцога двумя грабителями, притворившимися туристами. Когда они выносили картину через окно, то успокоили двух настоящих новозеландских туристов: «Не беспокойтесь, милые, мы — из полиции. Это просто учение». Картина была найдена в Глазго и возвращена в октябре 2007 года. В настоящее время она находится в Национальной галерее Шотландии в Эдинбурге.